# Instituto Mises
El Instituto Mises (en inglés Mises Institute), nombre corto para Instituto para la Economía Austriaca Ludwig von Mises, es una organización no lucrativa de educación económica con sede en Auburn, Alabama (EE. UU.). Lleva el nombre del economista de la escuela austriaca Ludwig von Mises (1881-1973) porque promueve el método económico y la teoría social de la escuela austriaca de economía y la economía política libertaria siguiendo la tradición intelectual de Mises y sus discípulos.
El Instituto Mises fue fundado en 1982 por Lew Rockwell, Burton Blumert y Murray Rothbard, después de una división entre el Instituto Cato y Rothbard, quien había sido uno de los fundadores del Instituto Cato. El respaldo adicional para la fundación del instituto provino de la esposa de Mises, Margit von Mises, Henry Hazlitt, Lawrence Fertig y el Premio Nobel de Economía Friedrich Hayek.
Si bien el instituto no se considera estrictamente un think tank, según un ranking de popularidad de 2015 el Instituto Mises fue clasificado como el noveno think tank más influyente en los Estados Unidos.

## Antecedentes y ubicación

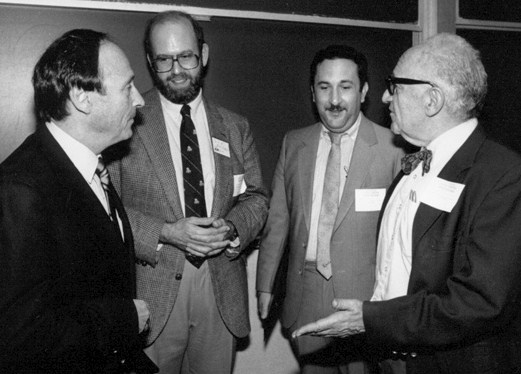
Burton Blumert, Llewellyn Rockwell, David Gordon, y Murray Rothbard

El Instituto Ludwig von Mises se estableció en 1982 a raíz de una disputa que se produjo a principios de la década de 1980 entre Murray Rothbard y el Instituto Cato, otra organización libertaria cofundada por Rothbard. Llewellyn Rockwell ha declarado que el Instituto Mises encontró una fuerte oposición de los sectores afiliados a la familia Koch, antiguos patrocinadores de Rothbard en el Cato. Rothbard fue vicepresidente y director de programas académicos del Instituto Mises hasta su muerte en 1995.
El instituto declara que su propósito fundacional es ser "el centro de investigación y educación del liberalismo clásico, la teoría política libertaria y la escuela austriaca de economía". Ha reimpreso trabajos de Mises, Rothbard, Hayek y otros. Presenta anualmente la «Conferencia de Investigación de Economía Austriaca» (AERC) y la «Universidad Mises», en la que se reúnen los pensadores de la escuela austriaca, y el personal del Instituto enseña y asesora a los estudiantes, respectivamente. El instituto informa que su biblioteca contiene casi 35,000 volúmenes, incluida la biblioteca personal de Rothbard.
Poco después de su fundación, el Instituto Mises se ubicó en las oficinas de la escuela de negocios de la Universidad de Auburn, y se reubicó cerca de su sitio actual en 1998. Según una historia en el Wall Street Journal, el instituto eligió su ubicación de Auburn por su bajo costo de vida y la "buena hospitalidad sureña". El artículo continúa "para hacer un punto adicional", que "los sureños siempre han desconfiado del gobierno", haciendo del Sur [de los EEUU] un hogar natural para la perspectiva libertaria de la organización. El instituto tiene un personal de 16 Profesores Principales y cerca de 70 Académicos Adjuntos de los Estados Unidos y otros países.

## Puntos de vista económico

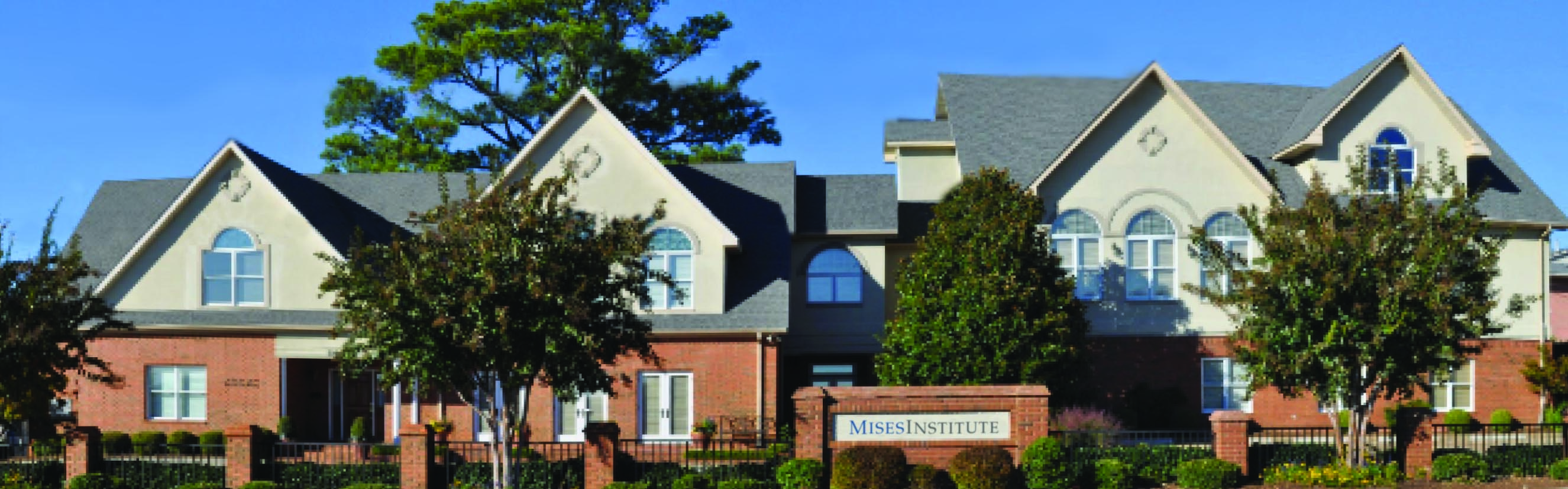
El edificio del instituto, el Campus Mises

En un artículo de 2006 publicado en el sitio web del Wall Street Journal, Kyle Wingfield acreditó al instituto por ayudar a hacer del "Corazón de Dixie un manantial de pensamiento económico sensato". Wingfield señaló la publicación y promoción del instituto del trabajo de Mises y otros economistas austriacos, a quienes caracteriza como defensores del "gobierno limitado, impuestos más bajos, derechos de propiedad privada más fuertes y menos regulación comercial".

### Método de la economía
El trabajo académico del instituto se basa en la praxeología misesiana ('la lógica de la acción'), que sostiene que la ciencia económica es una ciencia deductiva en lugar de una ciencia empírica. Para el instituto, la praxeología es un método económico basado en premisas sobre la acción humana que se sabe con certeza que son filosóficamente ciertas (utilizando la distinción analítico-sintética de Immanuel Kant). Desarrollado por Ludwig von Mises, siguiendo el Methodenstreit iniciado por Carl Menger, es una oposición consciente a los modelos matemáticos y la prueba de hipótesis utilizados para justificar el conocimiento en la economía neoclásica. Externamente, este método económico generalmente se considera una forma de economía heterodoxa.

## Publicaciones, conferencias, actividades y premios

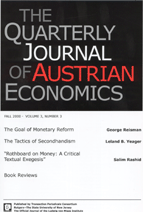
Quarterly Journal of Austrian Economics, la revista académica del instituto

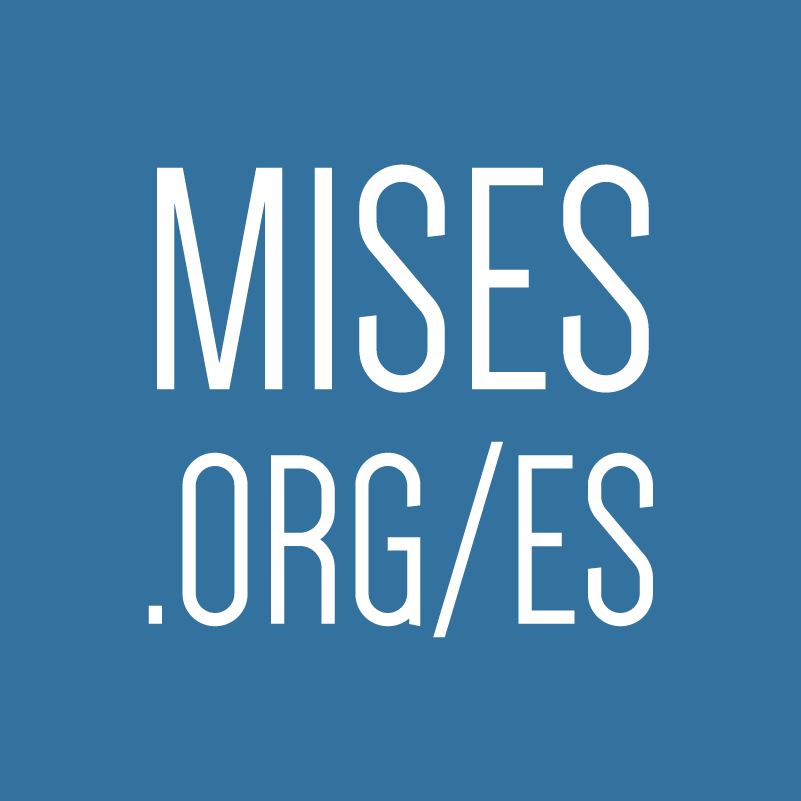
Mises.org/es es el sitio web en español del Instituto Mises

El Instituto Mises pone a disposición una gran cantidad de libros, artículos de revistas y otros escritos en línea, y archiva diversos escritos en su sitio web. Su Quarterly Journal of Austrian Economics discute economía austriaca. Publicó el Journal of Libertarian Studies de 1977 a 2008. The Mises Review se ha publicado desde 1995, la revisión trimestral de la literatura en las ciencias sociales actualmente editada por David Gordon. En la actualidad, el Instituto Mises ofrece un boletín bimensual gratuito llamado The Austrian, disponible en versiones impresa y digital; es la publicación sucesora del boletín The Free Market (1983–2013).
El instituto presenta el Premio Anual Schlarbaum por la "defensa vitalicia de la libertad", un premio de $ 10,000 otorgado a un intelectual o académico público. Otros honores incluyen la Medalla Murray Rothbard, el Premio Empresarial Ludwig von Mises, el Premio O.P. Alford III, el Premio Douglas E. French, el Premio Elgin Groseclose por escritos sobre el dinero y el Premio Fertig.

### Académicos destacados
Algunos intelectuales destacados:
- Walter Block – Economista de la escuela austriaca y anarcocapitalista; profesor de economía en Universidad Loyola Nueva Orleans
- Thomas DiLorenzo – profesor de economía en Universidad Loyola Maryland
- Sam Francis (1947–2005) – paleoconservador iconoclasta, columnista sindicado[32]
- Paul Gottfried – filósofo político paleoconservador, historiador de ideas, y columnista,[33] exprofesor de humanidades en Elizabethtown College
- Hans-Hermann Hoppe – filósofo, paleolibertario, profesor emérito de negocios en la Universidad de Nevada, Las Vegas, y fundador de la Property and Freedom Society[34]
- Jesús Huerta de Soto – Profesor de economía aplicada en la Universidad Rey Juan Carlos
- Peter Klein – Profesor de Emprendimiento y profesor Investigador Principal en el Center for Entrepreneurship & Free Enterprise en la Universidad Baylor[35]
- Robert P. Murphy – economista, Institute for Energy Research
- Andrew Napolitano – exjuez y analista de Fox News
- Gary North – cofundador del reconstruccionismo cristiano y fundador del Institute for Christian Economics
- Ron Paul –  médico, autor, y expolítico
- Ralph Raico (1936–2016) – historiador especializado en el liberalismo clásico europeo y la economía austriaca
- Murray Rothbard (1926–1995) – economista heterodoxo, teórico paleolibertario, polemicista, revisionista histórico, y fundador del anarcocapitalismo
- Joseph Sobran (1946–2010) – periodista, columnista de American Renaissance y conferencista del Institute for Historical Review[36]
- Mark Thornton – Economista de la escuela austriaca[37]
- Joseph T. Salerno –  Vicepresidente académico del Instituto Mises, profesor de economía en la Universidad Pace, y editor del Quarterly Journal of Austrian Economics.[38]
- Tom Woods – historiador, analista político, y autor

## Críticas y acusaciones
El Instituto Mises ha sido criticado por algunos libertarios por los puntos de vista culturales paleolibertarios y de derecha de algunas de sus principales figuras, en temas como la raza, la inmigración y las campañas presidenciales de Donald Trump.
A finales de los 80 y principios de los 90, Rockwell y Rothbard abrazaron los resentimientos raciales y de clase para construir una coalición con los paleoconservadores populistas. Esta retórica apareció en su momento en boletines para Ron Paul que más tarde se identificó que escribía Rockwell, incluyendo declaraciones contra los afroamericanos y los homosexuales que más tarde se convirtieron en controversias en las campañas de Paul para el Congreso y la presidencia. Por otro lado, los escritos de Rothbard se oponían a los "multiculturalistas" y a "toda la panoplia del feminismo, el igualitarismo".
Un informe de 2000 del Southern Poverty Law Center (SPLC) clasificó al Instituto como neoconfederado, "dedicado a una visión libertaria radical del gobierno y la economía". En 2003, Chip Berlet del SPLC describió el Instituto Mises como "un importante centro que promueve la teoría política libertaria y la Escuela Austriaca de economía de libre mercado", señaló el disgusto de Rothbard con las leyes de trabajo infantil, y escribió que otros académicos del instituto tenían opiniones antiinmigrantes.
En 2017, el expresidente del Instituto Mises, Jeff Deist, pronunció un discurso en la conferencia de la Universidad de Mises, donde en sus observaciones finales afirmó que las ideas de "sangre y tierra y Dios y nación todavía importan a la gente". El uso por parte de Deist de la frase "sangre y tierra", utilizada originalmente por el Partido Nazi como un llamamiento al nacionalismo racial, fue alegado por algunos como una señal explícita a los neonazis y otros grupos nacionalistas blancos. En particular, Nicholas Sarwark y Arvin Vohra, entonces presidente y vicepresidente del Partido Libertario de Estados Unidos, condenaron el discurso de Deist, y Vohra declaró que "el Instituto Mises se ha convertido en un embudo de ventas para la rama nacionalista blanca de la Derecha alternativa". Vohra acusó además al Instituto Mises en su conjunto de ser "autoritario, racista y nazi".
En un artículo del 2002 escrito en el sitio web del presidente del instituto, Lew Rockwell, Jacob Huebert observa que los libertarios de los thinks tanks con sede en Washington D. C. a menudo han acusado al Instituto Mises de racismo. Él califica las acusaciones de erróneas y argumenta que podrían derivarse de confundir la línea oficial de libre debate del instituto con la opinión de algunos académicos asociados sobre restricciones a la inmigración y sobre el alcance de los derechos de propiedad y la secesión desde puntos de vista libertarios.